# Roberto d'Azeglio

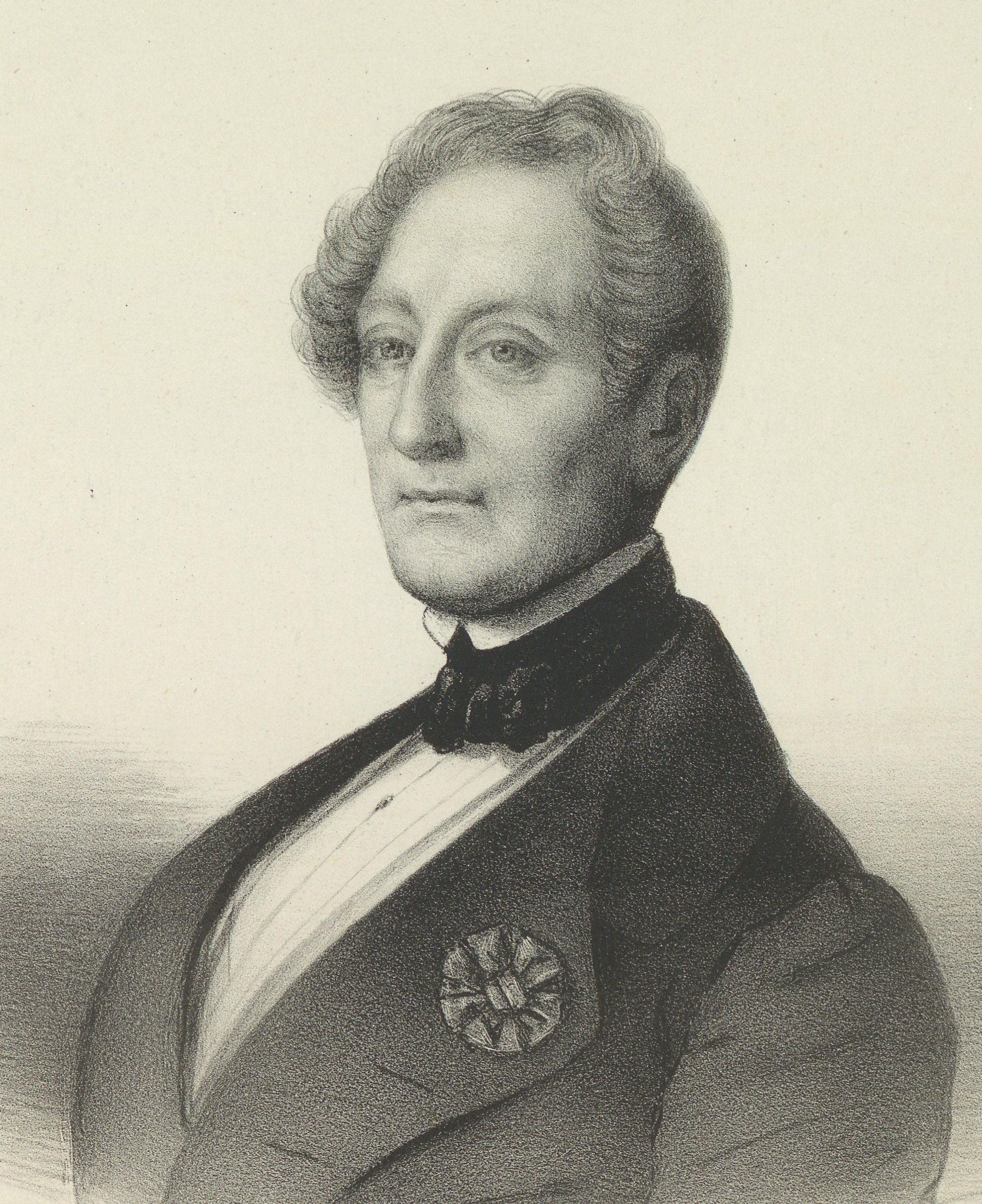
Roberto d'Azeglio.

Giuseppe Nepomuceno Roberto Taparelli, markis d'Azeglio, född den 24 september 1790 i Turin, död den 23 september 1862 i Rom, var en italiensk konsthistoriker och historiemålare, bror till Luigi och Massimo d'Azeglio. 
Han blev 1833 direktör för Turins målningsgalleri och utgav bland annat La reale galleria de Torino illustrata (164 gravyrer, 1836–46) och Studi storici e archeologici sulle arti del disegno (1861). Hans son Vittorio Emanuele var 1850–69 sardinsk-italienskt sändebud i London.